# Jackson Valoy
Jackson Valoy Perea (Quibdó, Chocó, Colombia; 12 de julio de 1990) es un futbolista colombiano. Juega como defensa central, lateral y mediocampista defensivo.

## Trayectoria

### América de Cali
Inició en las categorías inferiores del América de Cali, donde en el año 2011 pasó a formar parte del primer plantel.

### Sporting San Miguelito
Luego en el año 2012 fue transferido al Sporting San Miguelito de la Liga Panameña de Fútbol, con el cual jugó por cinco torneos y en el Clausura 2013 obtuvo el título de liga bajo la dirección técnica de Mario Anthony Torres. Después de esto disputó la Concacaf Liga Campeones 2013-14, donde su equipo fue colocado en el Grupo 4 junto al Club América de México y la Liga Deportiva Alajuelense de Costa Rica. El San Miguelito terminó eliminado en la primera fase junto al Club América de México. Salió de este club al final del Torneo Apertura 2013.

### Olimpia
El 14 de diciembre de 2013 se anunció su fichaje por el Club Deportivo Olimpia de la Liga Nacional de Fútbol de Honduras, en el cual se coronó campeón del Torneo Clausura 2014 junto a su compatriota Omar Guerra.

### Vida
En diciembre de 2014 se anuncia que jugará con el Club Deportivo Vida de La Ceiba, en calidad de préstamo.

## Clubes
| Club                   | País                | Año                 | Partidos | Goles |
| ---------------------- | ------------------- | ------------------- | -------- | ----- |
| América de Cali        | Colombia            | 2011 - 2012         | 0        | 0     |
| Sporting San Miguelito | Panamá              | 2012 - 2013         | 49       | 3     |
| Olimpia                | Honduras            | 2014                | 4        | 0     |
| Vida                   | Honduras            | 2015                | 12       | 0     |
| Total en su carrera    | Total en su carrera | Total en su carrera | 63       | 3     |

## Palmarés

### Campeonatos nacionales
| Título                  | Club                   | País     | Año  |
| ----------------------- | ---------------------- | -------- | ---- |
| Liga Panameña de Fútbol | Sporting San Miguelito | Panamá   | 2013 |
| Clausura 2014           | Olimpia                | Honduras | 2014 |